# Laura Marinas
Laura Marinas Camarma (Carabanchel, Madrid, 16 de marzo de 1952 - Vitoria, 6 de enero de 2025),  fue una poetisa, rapsoda, escritora y actriz española. 

## Biografía
Laura Marinas Camarma nació en Madrid, el 16 de marzo de 1952, en el barrio de Carabanchel Bajo. En 1957, a los 5 años de edad, ella y su familia se trasladaron a Vitoria, donde su padre obtuvo el puesto de Jardinero Mayor de la ciudad.
Antes de su traslado a Vitoria Laura Marinas había iniciado los estudios correspondientes a su edad en el colegio de la Santa Cruz, en Carabanchel Bajo. Ya en Vitoria, continuó con la escolarización obligatoria en la Escuela de la Florida, situada en la calle del mismo nombre, junto a la plaza de toros. Posteriormente estudió en el Colegio del Sagrado Corazón, de las hermanas Carmelitas, en Vitoria, hasta completar el bachillerato. El curso de preparación universitaria lo cursó en el Instituto Femenino Federico Baraibar.
En 1975 obtuvo una plaza por oposición en el archivo municipal de Vitoria,donde trabajó  hasta su jubilación, el día 16 de marzo de 2015.
El 25 de septiembre de 1977 se casó con Félix García Pérez, médico de profesión, con el que tiene seis hijos.
Tras haber obtenido varios premios juveniles y después del silencio poético de casi diez años que siguió a su matrimonio y al nacimiento de sus hijos, retomó la palabra en 1986. Ese año obtuvo el Premio Ciudad de Vitoria por “poemas de amor y de ciudad”. Desde entonces, Laura siguió escribiendo y publicando poemas, algunos de los cuales han sido reconocidos con diferentes reconocimientos.

## Como Rapsoda
Como rapsoda, Laura ha organizado y participado en numerosos recitales poéticos de temas y autores variados entre los años 1971 y 2015. Entre otros autores destacan Ernestina de Champourcín, Félix María de Samaniego, Miguel Hernández, Antonio Machado, Gabriel Celaya, Gloria Fuertes, o Félix Álvarez. También destacan recitales con temática taurina, recitales de poesía hispanoamericana, poesía infantil (para alumnos de varios colegios), poemas de poetas locales de Llodio y poesía femenina con poemas de Ángela Figuera Aymerich, entre otras.
Su compañera más frecuente ha sido Carmen Vicente, poeta vitoriana y también ganadora del premio Ernestina de Champourcín. A las voces de Laura y Carmen acompaña habitualmente la música de Juan Daniel Marinas, hermano de Laura.

## Como Autora Teatral
En 2002 Laura Marinas escribió una obra teatral en verso para la celebración anual de la representación Medieval Santa Catalina de Badaya, en el jardín botánico de Santa Catalina, perteneciente al municipio de Iruña de Oca. Desde entonces, ella y su compañera Carmen Vicente, han representado la obra anualmente junto con la asociación cultural Arkiz.
En 2006 Laura escribió y representó, también en verso, y con motivo de la celebración del 750 aniversario de la concesión del fuero a Santa Cruz de Campezo, una obra que narra la historia del pueblo.

## Relación personal con Ernestina de Champourcín
En los años 1970 Laura inició una relación personal con la poetisa Alavesa Ernestina de Champourcín con quien intercambió correspondencia frecuentemente. En 1989, cuando Ernestina de Champourcín recibe el Premio Euskadi de Literatura (Euskadi Literatura Sariak) a su obra completa, Ernestina pidió a Laura que fuera en su lugar a la recogida del galardón en Bilbao.

## Reconocimientos
- Premio Ciudad de Vitoria, con “poemas de amor y de ciudad”.[9] Año 1986
- Premio Lasarte-Oria, con “Condena de silencio”. Año 1989
- Incluida en la VII selección deVoces Nueva,[10] de la editorial Torremozas. Año 1990
- Premio Ernestina de Champourcín, con “Entre Dos Sorbos”.[11] Año 1991
- Premio Hoja de Encina, de poesía breve. Año 1993
- 100 alaveses:[12] Laura fue incluida en una serie de cien alaveses que fueron retratados por el célebre pintor-dibujante Javier Ortiz de Guinea y con los cuales se realizó una exposición y se editó un libro con los retratos de todos ellos. Año 1999

## Publicaciones
- Condena de silencio (Premio Lasarte-Oria). Año1989
- Paisajes y personajes. Ernestina de Champourcin, cien años de poesía.[13] Gaceta municipal de Vitoria-Gasteiz, número 46, página 36. Febrero 2005
- Poemas sueltos y algunos artículos en revistas y publicaciones: Gaceta Municipal, Tesela, Naturaleza Urbana, La Máquina del Café

## Obras
- Premios Literarios Ciudad de Vitoria-Gasteiz, 1986. Premios Literarios Ciudad de Vitoria, 1987.[14] Varios autores. Fundación Sancho el Sabio, Obra cultural de la Caja de Ahorros de Vitoria. Año 1990
- Voces Nuevas.[10] Varios autores. Ediciones Torremozas. Año 1990
- Entre Dos Sorbos.[11] Laura Marinas; dibujos: Lourdes Lacalle. Diputación Foral de Alava, Departamento de Cultura Servicio de Acción Cultura. Año 1992
- Recopiladora de Recital,[15] de Ernestina de Champourcín, Asociación Ikeritz. Año1999
- Naturaleza interior: parques y jardines de Vitoria-Gasteiz.[16] Varios Autories. Ayuntamiento de Vitoria. Año 2001